# Diploon cuspidatum
Diploon cuspidatum ist ein Baum in der Familie der Sapotengewächse aus dem östlichen und nördlichen Brasilien, Venezuela, Guyana bis Bolivien, Peru und Ecuador. Es ist die einzige Art der Gattung Diploon.

## Beschreibung
Diploon cuspidatum wächst als Baum bis zu 27–30 Meter hoch. Der Stammdurchmesser erreicht bis etwa 50 Zentimeter. Der Stamm ist an der Basis geriffelt, oder es sind Brettwurzeln ausgebildet. Die rötlich-braune Borke ist schuppig.
Die einfachen, leicht ledrig und kahlen, wechselständigen Laubblätter sind kurz gestielt. Der kurze, fast kahle Blattstiel ist bis 8 Millimeter lang. Die schmal-eiförmigen bis elliptischen, lanzettlichen oder schmal-verkehrteiförmigen, unterseits hellgrünen Blätter sind ganzrandig, bespitzt bis zugespitzt oder geschwänzt und 6–11 Zentimeter lang sowie 2–4 Zentimeter breit. Der Blattrand ist knapp umgebogen. Die Nervatur ist sehr fein gefiedert mit undeutlichen Seitenadern. Die Nebenblätter fehlen.
Die Blüten erscheinen achselständig in kleinen Büscheln. Die gestielten, 4–5-zähligen und weißlichen, sehr kleinen Blüten sind zwittrig. Die bis 1,5 Millimeter langen Kelchblätter sind frei und die bis 3 Millimeter langen Kronblätter sind minimal röhrig verwachsen mit ausladenden Zipfeln. Die 4–5 sehr kurzen Staubblätter sitzen unten auf den Kronzipfeln. Der einkammerige, kahle Fruchtknoten ist oberständig mit minimalem Griffel und winziger Narbe.
Es werden rundliche, glatte, kahle und einsamige, etwa 2 Zentimeter große, rote bis schwärzliche Beeren gebildet. Der bis 1,5 Zentimeter lange, ellipsoide Samen ist glatt und braun, mit einer weißlichen Narbe (Hilum) am Grund.